# Ėlem Germanovič Klimov
Ėlem Germanovič Klimov (in russo Элем Германович Климов?; Stalingrado, 9 luglio 1933 – Mosca, 26 ottobre 2003) è stato un regista russo.
Ha studiato al VGIK ed è stato sposato con la regista Larisa Šepit'ko. È noto principalmente per i film Agonia (1981), L'addio (1983) e soprattutto Va' e vedi (1985), la storia di un adolescente nella Bielorussia occupata dall'esercito nazista durante la Seconda guerra mondiale. Ha diretto anche commedie satiriche e film per ragazzi. È stato membro della giuria al Festival di Berlino nel 1983, al Festival di Venezia nel 1985 e al Festival di Cannes nel 1987.

## Biografia
Ėlem Klimov è nato a Stalingrado (oggi Volgograd) nel luglio 1933. I suoi genitori, ferventi comunisti, lo chiamano con un acronimo derivato dai nomi di Engels, Lenin e Marx. Durante la Battaglia di Stalingrado Klimov, la madre e il fratello neonato vengono evacuati e attraversano il Volga su una zattera di fortuna. Anni dopo, Klimov trarrà spunto dell'esperienza per il film Va' e vedi.
Nel 1957 si diploma all'istituto di aviazione di Mosca e prende in considerazione una carriera come giornalista prima di dedicarsi al cinema. Si iscrive alla scuola nazionale di cinema, il VGIK, dove studia con Efim Dzigan. Durante gli studi incontra Larisa Šepit'ko, che in seguito sposa. È stato membro della giuria al Festival di Berlino nel 1983, al Festival di Venezia nel 1985 e al Festival di Cannes nel 1987.
Muore nell'ottobre 2003, dopo sei settimane di coma causato da un ictus.

### Carriera cinematografica
Il primo lungometraggio di Klimov, Benvenuti, vietato l'accesso (1964), è una satira della burocrazia ambientata in un campo estivo per ragazzi. Il film viene brevemente bloccato dalla censura, che viene revocata quando Nikita Chruščëv ne autorizza personalmente la distribuzione.
Il secondo film, Avventura di un dentista (1965), è una commedia nera su un dentista che viene emarginato (e alla fine rovinato) dai colleghi per il suo talento naturale nell'estrarre i denti senza dolore. Il contrasto tra il protagonista di talento e la burocrazia viene considerato un tema problematico dai censori, che chiedono al regista di modificare il film; in seguito al rifiuto di Klimov, il film viene distribuito nel circuito delle sale culturali (78 cinema in tutta l'URSS).
In seguito, Klimov comincia a lavorare a un film su Grigorij Rasputin dal titolo Agonia. Dopo una complicata lavorazione, che richiede nove anni e numerose stesure della sceneggiatura, il film è completato nel 1975, ma la versione definitiva sarà presentata al Festival di Venezia nel 1981 e distribuita in URSS solo nel 1985, a causa di alcune scene giudicate scandalose e della caratterizzazione ambigua di Nicola II. Nel frattempo Klimov gira Sport, sport, sport (1970), un'umoristica celebrazione delle virtù sportive che mischia documentario e finzione. Nel 1974, dopo la morte di Michail Romm, termina con Marlen Chuciev il film documentario Eppure credo....
Nel 1979 Larisa Šepit'ko muore in un incidente stradale mentre è impegnata nell'adattamento del romanzo di Valentin Rasputin Addio a Matëra. Un anno dopo la morte della moglie Klimov filma un cortometraggio-tributo a lei dedicato, Larisa (1980), e termina il film che lei aveva iniziato. L'addio esce nelle sale nel 1983.
La morte della moglie ha un profondo impatto su Klimov, che abbandona definitivamente le commedie satiriche. Il suo film successivo, Va' e vedi (1985) viene lodato dalla critica internazionale e vince il primo premio al Festival di Mosca. Il film racconta la storia di un quindicenne che si unisce alla resistenza durante l'occupazione nazista della Bielorussia nel 1943.
Nel 1986, dopo il successo di Va' e vedi e con i cambiamenti politici introdotti dalla perestrojka, Klimov viene nominato primo segretario della rinnovata Unione del cineasti. Durante il congresso i precedenti capi dell'Unione (tra i quali Lev Kulidžanov, Sergej Bondarčuk e Stanislav Rostockij) vengono deposti a favore di cineasti "liberali" più vicini a Gorbačëv. Secondo alcuni registi presenti, il congresso sarebbe stato influenzato da Aleksandr Jakovlev, uno dei grandi architetti della perestrojka e uomo di fiducia di Gorbačëv presente solo in veste non ufficiale. Durante l'amministrazione di Klimov vengono distribuiti numerosi film precedentemente bloccati dalla censura. Si dimette dalla carica nel 1988, lasciando il posto all'attore Andrej Smirnov, con l'intenzione di girare nuovi film. Klimov non completerà altri film dopo Va' e vedi a causa dei violenti cambiamenti politici in Russia.
Nel 2000 ha dichiarato: "Ho perso interesse nel fare film. Sento di aver già fatto tutto quello che era possibile".

## Filmografia

### Lungometraggi
- Benvenuti ovvero vietato l'ingresso agli estranei (Добро пожаловать, или Посторонним вход воспрещён) (1964)
- Avventura di un dentista (Похождения зубного врача) (1965)
- Sport, sport, sport (Спорт, спорт, спорт) - documentario (1970)
- Eppure credo... (И всё-таки я верю...) - con Michail Romm e Marlen Chuciev, documentario (1974)
- Agonia (Агония) (1981)
- L'addio (Прощание) (1983) - con Larisa Šepit'ko
- Va' e vedi (Иди и смотри) (1985)

### Cortometraggi
- Attenzione: volgarità (Осторожно: пошлость) (1959)
- Lo sposo (Жиних) (1960)
- Guarda, il cielo! (Смотрите, небо!) (1962)
- Larisa (Лариса) - documentario (1980)